# مسارات اجتماعية واقتصادية مشتركة
المسارات الاجتماعية والاقتصادية المشتركة (SSPs) هي سيناريوهات للتغيرات الاجتماعية الاقتصادية العالمية المتوقعة حتى عام 2100. يتم استخدامها لاشتقاق سيناريوهات انبعاثات غازات الدفيئة مع سياسات مناخية مختلفة.
السيناريوهات هي:
- المسار 1: الاستدامة (السير في الطريق الأخضر)
- المسار 2: منتصف الطريق
- المسار 3: التنافس الإقليمي (طريق صخري)
- المسار 4: عدم المساواة (طريق مقسم)
- المسار5: التنمية التي تعمل بالوقود الأحفوري (السير على الطريق السريع)

وسيتم استخدامها للمساعدة في إنتاج تقرير التقييم السادس للهيئة الحكومية الدولية المعنية بتغير المناخ بشأن الاحترار العالمي، المقرر تقديمه في عام 2021.
تقدم المسارات سردًا يصف التطورات الاجتماعية الاقتصادية البديلة. هذه الوقائع هي وصف نوعي للمنطق يتعلق بعناصر السرد لبعضها البعض. من حيث العناصر الكمية، فإنها توفر بيانات مصاحبة للسيناريوهات المتعلقة بالسكان الوطنيين والتحضر والناتج المحلي الإجمالي (للفرد). يمكن دمج المسارات مع نماذج تقييم متكاملة مختلفة (IAMs)، لاستكشاف المسارات المستقبلية المحتملة سواء فيما يتعلق بالمسارات الاجتماعية الاقتصادية أو المناخية.